# Баз ан Басе
Баз ан Басе (фр. Bas-en-Basset) насеље је и општина у централној Француској у региону Оверња, у департману Горња Лоара која припада префектури Исенжо.
По подацима из 2011. године у општини је живело 4.232 становника, а густина насељености је износила 90,5 становника/km². Општина се простире на површини од 46,76 km². Налази се на средњој надморској висини од 450 метара (максималној 901 m, а минималној 433 m).

## Демографија
| 1962. | 1968. | 1975. | 1982. | 1990. | 1999. | 2011. |
| ----- | ----- | ----- | ----- | ----- | ----- | ----- |
| 2.178 | 2.280 | 2.303 | 2.521 | 2.955 | 3.344 | 4.232 |

График промене броја становника у току последњих година